# Slow Burn (подкаст)
Slow Burn — повествовательный подкаст подразделения Slate Plus американского интернет-издания Slate. Премьера подкаста состоялась 28 ноября 2017 года.
Первый сезон был посвящён Уотергейтскому скандалу, второй — импичменту Билла Клинтона, третий — развитию конфликта между рэперами Тупаком Шакуром и The Notorious B.I.G., четвёртый — восхождению и падению Дэвида Дюка как влиятельного политика Луизианы в 1980-х и 1990-х годах, пятый — Иракской войне.
Первые два сезона ведущим подкаста был Леон Нейфах, третьего — Джоэл Андерсон, четвёртого — Джош Левин, пятого — Норин Мэлоун, шестого — Джоэл Андерсон.

## Сезоны
- 1 сезон (2017 год): Уотергейтский скандал (6 эпизодов)
- 2 сезон (2018 год): Импичмент Билла Клинтона (8 эпизодов)
- 3 сезон (2019 год): Тупак и Бигги (9 эпизодов)
- 4 сезон (2021 год): Дэвид Дьюк (7 эпизодов)
- 5 сезон (2021 год): Иракская война (8 эпизодов)
- 6 сезон (2021 год): Родни Кинг и лос-анджелесский бунт (8 эпизодов)
- 7 сезон (2022 год): Роу против Уэйда (4 эпизода)
- 8 сезон (2023 год): Кларенс Томас (4 эпизода)
- 9 сезон (2024 год): Инициатива Бриггса (7 эпизодов)[5]
- 10 сезон (2024 год): восхождение Fox News между 2000 и 2004 годами (6 эпизодов)

## Reviews
Slow Burn получил позитивную оценку от Vulture. USA Today назвала подкаст «горячо» рекомендованным. The New York Times похвалила первый сезон Slow Burn и указала роль Малкольм Гладуэлл, сделавшим возможным создание подкастов, посвящённых забытым аспектам известных событий.

## Телесериал
В феврале 2019 года кабельный телеканал Epix анонсировал создание 6-серийного телесериала, основанного на первом сезоне подкаста. Премьера состоялась 16 февраля 2020 года.
Первый сезон был адаптирован в телесериал Газлит on Starz
Второй сезон использовался как один из источников при создании третьего сезона Американской истории преступлений на кабельном телеканале FX